# Allée du Point du Jour
Die Allée du Point du Jour (auch La Brame dolmen genannt) liegt in einem Waldstück südlich der Straße D2, westlich des Weilers La Brame (auch Labrame) der Gemeinde Vergt-de-Biron im Süden des Département Dordogne in Frankreich.
Es ist ein Nord-Süd orientiertes Galeriegrab mit einer Länge von etwa 6,2 m und einer Breite zwischen 1,2 m und 0,8. Die Westwand brach unter dem Gewicht des etwa 6,0 m langen, 3,0 m breiten und 1,5 m dicken Decksteins zusammen.
L. Detrain fand im Jahre 1986 unter anderem Reste menschlicher Knochen und Grabbeigaben aus Feuerstein und Perlen aus Grünstein.